# Arábiai golyvás gazella
Az arábiai golyvás gazella (Gazella marica) az emlősök (Mammalia) osztályának párosujjú patások (Artiodactyla) rendjébe, ezen belül a tülkösszarvúak (Bovidae) családjába és az antilopformák (Antilopinae) alcsaládjába tartozó faj.

## Rendszertani besorolása
Korábban, azaz 2010-ig a golyvás gazella (Gazella subgutturosa) alfajaként tartották számon, Gazella subgutturosa marica név alatt. 2012-ben, a genetikai vizsgálatok azt is megállapították, hogy nemcsak nem alfaja a golyvás gazellának, hanem a legközelebbi rokonai az észak-afrikai gazellák között találhatók; ilyenek az edmi gazella (Gazella cuvieri) és a homoki gazella (Gazella leptoceros). Egyes rendszerező szerint, ez a három állat akár egy fajt is alkothat.

## Előfordulása
Az arábiai golyvás gazella előfordulási területe magába foglalja Szaúd-Arábiát, az Egyesült Arab Emírségeket, Ománt és Törökország délkeleti részét. Ez az állatfaj még jelen van Kuvaitban, Irakban, Jordániában és Szíriában.
A vadonban, csak 3000 példánya lehet, azonban a vadasparkokban, állatkertekben és egyéb tenyész programok keretében, talán több mint 100 000 arábiai golyvás gazella létezhet.

## Fordítás
- Ez a szócikk részben vagy egészben  az   Arabian sand gazelle című angol Wikipédia-szócikk ezen változatának fordításán alapul.  Az eredeti cikk szerkesztőit annak laptörténete sorolja fel. Ez a jelzés csupán a megfogalmazás eredetét és a szerzői jogokat jelzi, nem szolgál a cikkben szereplő információk forrásmegjelöléseként.